# Carl Friedrich von Wrede (1942)

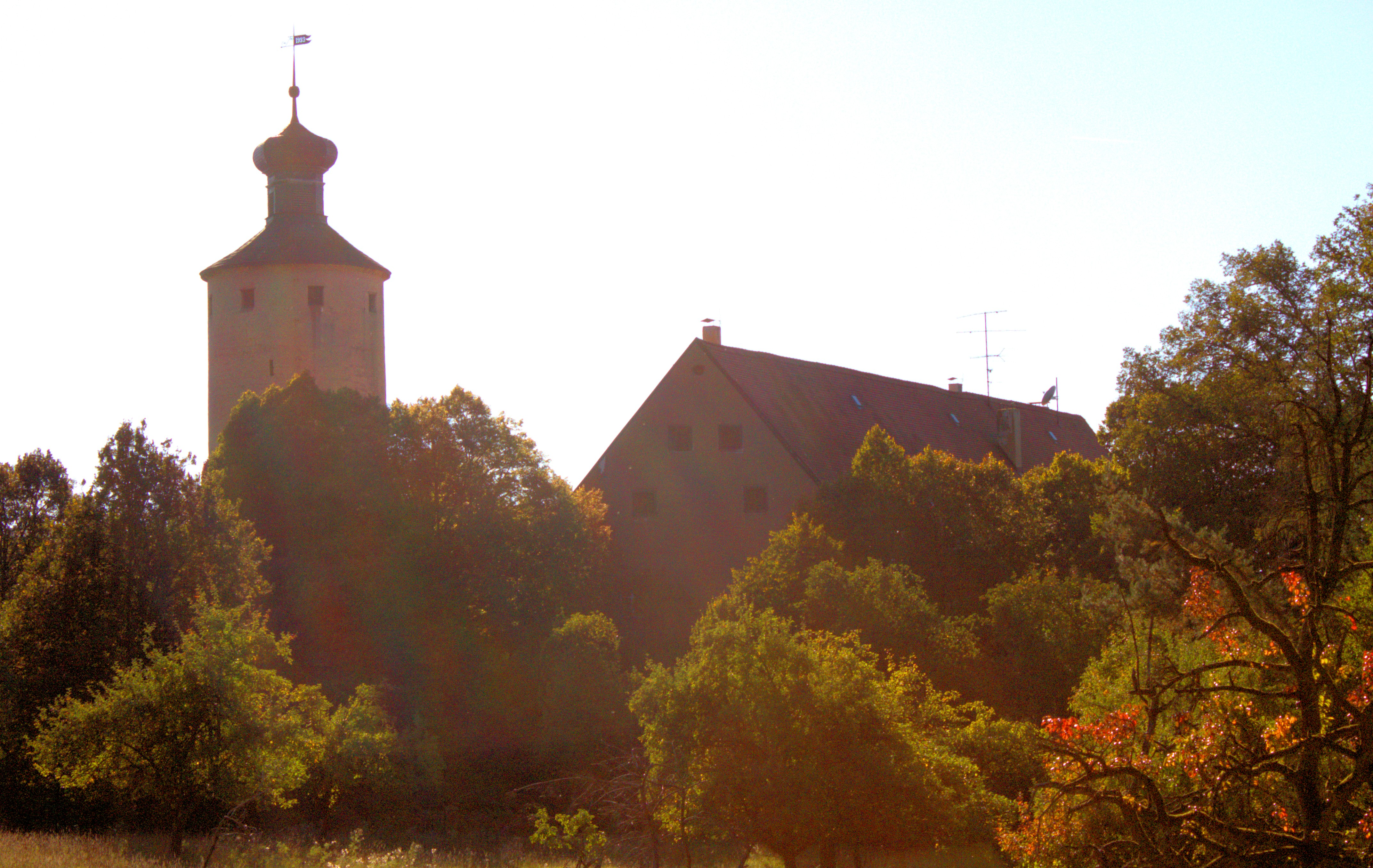
Schloss Sandsee (2011)

Carl Friedrich Oskar Melchior Fürst von Wrede (Pähl, 7 juni 1942) is sinds 1945 hoofd van het huis Von Wrede en is de 6e Fürst von Wrede.

## Biografie
Wrede werd geboren als zoon van Carl 5e Fürst von Wrede (1899-1945) en diens echtgenote Sophie Gräfin Schaffgotsch genannt Semperfrei von und zu Kynast und Greiffenstein, Freiin zu Trachenberg (1916-2008). Nadat zijn vader op 3 mei 1945 was overleden als gevolg van verwondingen die hij tijdens de Tweede Wereldoorlog bij Märtensmühle had opgedaan, volgde hij die op als hoofd van het huis Wrede. Hij werd daarmee de 6e vorst van het huis, als nazaat van de 1e, in 1814 tot de Vorstenstand verheven Carl Philipp von Wrede (1767-1838). Hij studeerde af in de bosbouwkunde en bewoont en beheert het stamslot Sandsee.
Wrede trouwde in 1969 met Ingeborg Hamburger met wie hij twee kinderen kreeg, onder wie de vermoedelijke opvolger Carl Christian Fürst von Wrede (1972), en van wie hij in 1989 scheidde. Hij hertrouwde in 1991 met Eva Katharina Kovarz, gescheiden echtgenote van Wilhelm Ernst Prinz von Sachsen-Weimar Eisenach (1946). Door zijn zus Anna Gabriele Fürstin von Wrede (1940) was hij sinds 1971 zwager van Rudolf aartshertog van Oostenrijk (1919-2010). Zijn dochter Alexandra Fürstin von Wrede trouwde in 1998 met haar neef  Carl Peter Habsburg-Lothringen (ook wel: Carl Peter aartshertog van Oostenrijk) (1955), zoon uit het eerste huwelijk van genoemde Rudolf aartshertog van Oostenrijk.